# Telipogon hemimelas
Telipogon hemimelas är en orkidéart som beskrevs av Heinrich Gustav Reichenbach. Telipogon hemimelas ingår i släktet Telipogon och familjen orkidéer. Inga underarter finns listade i Catalogue of Life.